# Grady Sutton
Grady Sutton, nato Grady Harwell Sutton (Chattanooga, 5 aprile 1906 – Woodland Hills, 17 settembre 1995), è stato un attore statunitense.

## Biografia
Nato nel Tennessee, a Chattanooga, arrivò a Los Angeles nel 1924 trovando lavoro come comparsa. Iniziò così la sua lunga carriera di caratterista che lo ha visto partecipare a oltre duecento film. Lavorò anche per la TV, apparendo in serie quali Hawaii squadra cinque zero, Batman, I Pruitts.

## Filmografia

### Cinema
- The Mad Whirl, regia di William A. Seiter (1925)
- Viva lo sport (The Freshman), regia di Sam Taylor e Fred C. Newmeyer (1925)
- The Boy Friend, regia di Monta Bell (1926)
- Evviva il pericolo! (Welcome Danger), regia di Clyde Bruckman e Malcolm St. Clair (1929)
- Quest'età imprudente (This Reckless Age), regia di Frank Tuttle (1932)
- Don't Play Bridge with Your Wife, regia di Leslie Pearce (1933)
- Hunger Pains, regia di George Stevens - cortometraggio (1935)
- L'impareggiabile Godfrey (My Man Godfrey), regia di Gregory La Cava (1936)
- Palcoscenico (Stage Door), regia di Gregory La Cava (1937)
- Una donna vivace (Vivacious Lady), regia di George Stevens (1938)
- Vacanze d'amore (Having Wonderful Time), regia di Alfred Santell (1938)
- Il terzo delitto (The Mad Miss Manton), regia di Leigh Jason (1938)
- Questo mondo è meraviglioso (It's a Wonderful World), regia di W. S. Van Dyke (1939)
- Zona torrida (Torrid Zone), regia di William Keighley (1940)
- Un comodo posto in banca (The Bank Dick), regia di Edward F. Cline (1940)
- Flying Blind, regia di Frank McDonald (1941)
- Papà prende moglie (Father Takes a Wife), regia di Jack Hively (1941)
- La signorina e il cowboy (A Lady Takes a Chance), regia di William A. Seiter (1943)
- Che donna! (What a Woman!), regia di Irving Cummings (1943)
- Capitano Eddie (Captain Eddie), regia di Lloyd Bacon (1945)
- Due marinai e una ragazza (Anchors Aweigh), regia di George Sidney (1945)
- La cara segretaria (My Dear Secretary), regia di Charles Martin (1948)
- Sfida all'ultimo sangue (Last of the Wild Horses), regia di Robert L. Lippert (1948)
- Grand Canyon, regia di Paul Landres (1949)
- La ragazza più bella del mondo (Billy Rose's Jumbo), regia di Charles Walters (1962)
- I 4 del Texas (4 for Texas), regia di Robert Aldrich (1963)
- Per un pugno di donne (Tickle Me), regia di Norman Taurog (1965)
- Paradiso hawaiano (Paradise, Hawaiian Style), regia di Michael D. Moore (1966)
- Lasciami baciare la farfalla (I Love You, Alice B. Toklas!), regia di Hy Averback (1968)
- Quel fantastico assalto alla banca (The Great Bank Robbery), regia di Hy Averback (1969)
- Il caso Myra Breckinridge (Myra Breckinridge), regia di Michael Sarne (1970)
- Supponiamo che dichiarino la guerra e nessuno ci vada (Suppose They Gave a War and Nobody Came?), regia di Hy Averback (1970)
- L'infallibile pistolero strabico (Support Your Local Gunfighter), regia di Burt Kennedy (1971)

### Televisione
- Stage 7 – serie TV, episodio 1x19 (1955)
- Sugarfoot – serie TV, episodio 4x04 (1960)
- Gli uomini della prateria (Rawhide) – serie TV, episodio 3x29 (1961)
- General Electric Theater – serie TV, episodio 10x18 (1962)
- La legge di Burke (Burke's Law) – serie TV, episodio 2x23 (1965)
- I Pruitts (The Pruitts of Southampton) – serie TV, 11 episodi (1966-1967)
- Batman – serie TV, episodio 2x55 (1967)